# Kinyang
Kinyang — вимерлий рід остеолемінових крокодилів раннього та середнього міоцену Кенії. Наразі відомі два види: K. mabokoensis з басейну озера Вікторія та K. tchernovi з басейну озера Вікторія та озера Туркана. Кіньян мав надзвичайно широкий і міцний череп, набагато ширший, ніж у будь-якого живого крокодила. Кінянг помітно більший за свого сучасника Brochuchus.